# Amstel Gold Race 2007
De 42ste editie van de Amstel Gold Race werd gehouden op zondag 22 april 2007. De rit was 252,2 km lang en ging van Maastricht naar Valkenburg. Het parcours telde 31 hellingen. Van de 180 gestarte renners kwamen er 127 over de eindstreep. Evert Verbist van Chocolade Jacques - Topsport Vlaanderen eindigde als 127ste en laatste op 13 minuten en 45 seconden van winnaar Stefan Schumacher.

Foto met hoogtekaart heuvels

## Hellingen
De 31 hellingen gerangschikt op voorkomen op het parcours.

| 1. Maasberg (65 m) 2. Adsteeg 3. Lange Raarberg 4. Bergseweg (175 m) 5. Sibbergrubbe 6. Cauberg 7. Wolfsberg 8. Loorberg 9. Schweiberg 10. Camerig 11. Drielandenpunt/Vaalserberg (320 m) 12. Gemmenicherweg, Gemmenich 13. Vijlenerbos 14. Eperheide 15. Gulperberg 16. Plettenberg | 17. Eyserweg 18. Sint-Remigiusstraat, Huls 19. Vrakelberg 20. Sibbergrubbe 21. Cauberg 22. Geulhemmerberg 23. Bemelerweg 24. Wolfsberg 25. Loorberg (215 m) 26. Gulperberg 27. Kruisberg 28. Eyserbosweg 29. Fromberg 30. Keutenberg 31. Cauberg (140 m) |

## Uitslag
| Amstel Gold Race 2007 (252,2 km) |                     |                      |          |
| Plaats                           | Naam                | Ploeg                | Tijd     |
| Winnaar                          | Stefan Schumacher   | Team Gerolsteiner    | 6u11'49  |
| 2                                | Davide Rebellin     | Team Gerolsteiner    | + 21"    |
| 3                                | Danilo Di Luca      | Liquigas             | + 22"    |
| 4                                | Matthias Kessler    | Astana               | + 23"    |
| 5                                | Michael Boogerd     | Rabobank             | + 24"    |
| 6                                | Alejandro Valverde  | Caisse d'Epargne     | + 27"    |
| 7                                | Paolo Bettini       | Quickstep-Innergetic | z.t.     |
| 8                                | Óscar Freire        | Rabobank             | + 1' 07" |
| 9                                | Riccardo Riccò      | Saunier Duval-Prodir | z.t.     |
| 10                               | Fränk Schleck       | Team CSC             | z.t.     |
| 11                               | Joaquín Rodríguez   | Caisse d'Epargne     | z.t.     |
| 12                               | Thomas Dekker       | Rabobank             | z.t.     |
| 13                               | Fabian Wegmann      | Gerolsteiner         | z.t.     |
| 14                               | Kim Kirchen         | T-Mobile Team        | + 1' 12" |
| 15                               | Samuel Sánchez      | Euskaltel-Euskadi    | + 1' 14" |
| 16                               | Martin Elmiger      | Ag2r Prévoyance      | z.t.     |
| 17                               | Aleksandr Botsjarov | Crédit Agricole      | z.t.     |
| 18                               | Johan Vansummeren   | Predictor-Lotto      | z.t.     |
| 19                               | Mario Aerts         | Predictor-Lotto      | z.t.     |
| 20                               | Francesco Bellotti  | Crédit Agricole      | z.t.     |

1966 · 1967 · 1968 · 1969 · 1970 · 1971 · 1972 · 1973 · 1974 · 1975 · 1976 · 1977 · 1978 · 1979 · 1980 · 1981 · 1982 · 1983 · 1984 · 1985 · 1986 · 1987 · 1988 · 1989 · 1990 · 1991 · 1992 · 1993 · 1994 · 1995 · 1996 · 1997 · 1998 · 1999 · 2000 · 2001 · 2002 · 2003 · 2004 · 2005 · 2006 · 2007 · 2008 · 2009 · 2010 · 2011 · 2012 · 2013 · 2014 · 2015 · 2016 · 2017 · 2018 · 2019 · 2020 · 2021 · 2022 · 2023 · 2024

Lijst van beklimmingen
 Parijs-Nice · 
 Tirreno-Adriatico · 
 Milaan-San Remo · 
 Ronde van Vlaanderen · 
 Ronde van het Baskenland · 
 Gent-Wevelgem · 
 Parijs-Roubaix · 
 Amstel Gold Race · 
 Waalse Pijl · 
 Luik-Bastenaken-Luik · 
 Ronde van Romandië · 
 Ronde van Italië · 
 Ronde van Catalonië · 
 Critérium du Dauphiné Libéré · 
 Ronde van Zwitserland · 
 Ploegentijdrit Eindhoven · 
 Ronde van Frankrijk · 
 Clásica San Sebastián · 
 Ronde van Duitsland · 
 Vattenfall Cyclassics · 
  ENECO Tour · 
 GP Ouest France-Plouay · 
 Ronde van Spanje · 
 Ronde van Polen · 
 Kampioenschap van Zürich · 
 Parijs-Tours · 
 Ronde van Lombardije